# 666 Fifth Avenue
666 Fifth Avenue es un edificio de oficinas de 41 pisos ubicado en los números 52 y 53 de la Quinta Avenida de Manhattan en Nueva York. Fue construido en 1957. Desde 2007 pertenece a la familia Kushner.

## Historia
Fue construido en 1957 por Tishman Realty y Construcción, que lo vendió tras quebrar en 1976. A finales de los años 1990 lo compró Sumitomo Realty & Development. En 2000, lo adquirió el grupo Tishman Speyer y en 2007 se lo vendió a Kushner Properties, de Jared Kushner. 
En marzo de 2017, anunciaron planes de demolerlo para construir un rascacielos de 12.000 millones de dólares diseñado por la arquitecta Zaha Hadid. Ese año se habló incluso de cambiar su número por el 660, para evitar las evocaciones del 666. En septiembre, The Washington Post publicó un informe sobre la delicada situación financiera del inmueble.